# ГЕС-ГАЕС Андонг
ГЕС-ГАЕС Андонг (안동) — гідроелектростанція у Південній Кореї. Використовує ресурс із річки Нактонган, яка впадає у Японське море біля Пусана.
У межах проєкту річку перекрили кам'яно-накидною греблею із глиняним ядром висотою 83 метри та довжиною 612 метрів, яка потребувала 4 млн м3 матеріалу. Вона утримує водосховище з площею поверхні 51,5 км2 та об'ємом 1,25 млрд м3 (корисний об'єм 1 млрд м3).
Нижче по течії спорудили регулюючу греблю, виконану як бетонна гравітаційна споруда висотою 20 метрів та довжиною 218 метрів. Вона утримує невелике водосховище з корисним об'ємом 3 млн м3, що дозволило надати станції додаткову функцію гідроакумуляції.
Пригребелевий машинний зал обладнали двома оборотними турбінами типу Деріяз потужністю по 45 МВт, які при напорі у 57 метрів забезпечують виробництво 158 млн кВт·год електроенергії на рік.
Окрім продукування електроенергії, гідрокомплекс забезпечує зрошення до 44 тисяч гектарів земель.